# Rodrigo Herrera Aspra
Rodrigo Alonso Herrera Aspra (Ciudad de México, 19 de septiembre de 1968) es un empresario mexicano, fundador de Genomma Lab International, una compañía farmacéutica de México. Además, ha sido considerado como uno de los 300 líderes mexicanos más influyentes, y por Forbes como una de las 35 personas más ricas de México.

## Biografía
Nació en la Ciudad de México el 19 de septiembre de 1968. Comenzó estudiando Ingeniería civil enfocado a la hidráulica por herencia de su padre, que abandonó por Administración de Empresas en la Universidad Anáhuac. Posteriormente estudió la maestría en Gestión Avanzada en el Colegio de Graduados en Alta Dirección.

## Actividad profesional
En 1996 fundó la empresa Genomma Lab, la cual está orientada a productos de cuidado personal y salud en México, aunque posteriormente la empresa se abrió a otros mercados como Brasil, Argentina y Colombia. En 2008 la empresa comenzó a cotizar en la Bolsa Mexicana de Valores.
Desde 2010 es consejero independiente de Grupo Financiero Multiva. Ese mismo año fue premiado como Entrepreneur Of The Year por Ernst & Young México.
En febrero de 2021 logró un trato con el Servicio de Administración Tributaria de México para realizar el pago de 750 millones de pesos, por concepto de adeudo de pago de impuestos acumulados desde 2013.

## Televisión
Rodrigo participó en el panel de inversionistas del programa de televisión Shark Tank México, un proyecto coproducido por Sony Pictures Television, SPT Networks y Claro Video desde su comienzo. Como parte del elenco original  compartió pantalla con empresarios mexicanos como Arturo Elías Ayub, Carlos Bremer, Marcus Dantus, Ana Victoria García, Jorge Vergara y Braulio Arsuaga.